# Ministeri de Ciència, Innovació i Universitats
El Ministeri de Ciència, Innovació i Universitats d'Espanya és un departament ministerial de la XII Legislatura, creat a la presidència de Pedro Sánchez, amb competències en ciència, R+D+i i universitats. El seu titular és Pedro Duque. Aquest ministeri va ser rem plaça pel Ministeri de Ciència i Innovació, també amb Pedro Duque al capdavant.

## Història
La presència de ministeris de ciència ha estat una constant en els diferents governs d'Espanya, si bé depenent del partit al Govern, han tingut autonomia pròpia o es fusionaven amb d'altres. Des de la moció de censura contra Mariano Rajoy i l'arribada de Pedro Sánchez a la presidència, aquest ministeri ha recuperat l'autonomia.

## Funcions
Segons el Reial decret 355/2018, de 6 de juny, pel qual es reestructuren els departaments ministerials, correspon al Ministeri de Ciència, Innovació i Universitats la proposta i execució de la política del Govern en matèria d'universitats, recerca científica, desenvolupament tecnològic i innovació en tots els sectors.

## Estructura
Aquest Secretaria d'Estat disposa com a únic òrgan superior:
- La Secretaria d'Estat d'Universitats, Recerca, Desenvolupament i Innovació
- La Secretaria General de Coordinació de Política Científica.
- La Subsecretaria de Ciència, Innovació i Universitats.

### Organismes adscrits
- El Consell d'Universitats.
- La Conferència General de Política Universitària.
- El Consell d'Estudiants Universitari de l'Estat.
- El Consell de Política Científica, Tecnològica i d'Innovació.
- El Comitè Español d'Ètica de la Recerca.
- El Consell Assessor de Ciència, Tecnologia i Innovació.